# العلاقات الجزائرية الساموية
العلاقات الجزائرية الساموية هي العلاقات الثنائية التي تجمع بين الجزائر وساموا.

## مقارنة بين البلدين
هذه مقارنة عامة ومرجعية للدولتين:
| وجه المقارنة                                              | الجزائر                      | ساموا                        |
| --------------------------------------------------------- | ---------------------------- | ---------------------------- |
| المساحة (كم2)                                             | 2.38 مليون                   | 2.84 ألف                     |
| عدد السكان (نسمة)                                         | 38.81 مليون                  | 196.44 ألف                   |
| الكثافة السكانية (ن./كم²)                                 | 16.31                        | 69.17                        |
| العاصمة                                                   | الجزائر                      | أبيا                         |
| اللغة الرسمية                                             | اللغة العربية، لغات أمازيغية | لغة إنجليزية، اللغة الساموية |
| العملة                                                    | دينار جزائري                 | تالا ساموي                   |
| الناتج المحلي الإجمالي (بليون دولار)                      | 170.37 مليار                 | 856.63 مليون                 |
| الناتج المحلي الإجمالي (تعادل القوة الشرائية) بليون دولار | 582.63 مليار                 | 1.15 مليار                   |
| الناتج المحلي الإجمالي الاسمي للفرد دولار أمريكي          | 4.21 ألف                     | 3.94 ألف                     |
| الناتج المحلي الإجمالي للفرد دولار أمريكي                 | 14.19 ألف                    | 5.79 ألف                     |
| مؤشر التنمية البشرية                                      | 0.745                        | 0.702                        |
| رمز المكالمات الدولي                                      | +213                         | +685                         |
| رمز الإنترنت                                              | .dz                          | .ws                          |
| المنطقة الزمنية                                           | ت ع م+01:00                  | ت ع م+13:00                  |

## منظمات دولية مشتركة
يشترك البلدان في عضوية مجموعة من المنظمات الدولية، منها:
| علم المنظمة | اسم المنظمة                               | تاريخ انضمام الجزائر | تاريخ انضمام ساموا |
| ----------- | ----------------------------------------- | -------------------- | ------------------ |
|             | مؤسسة التنمية الدولية                     | 26 سبتمبر 1963       | 28 يونيو 1974      |
|             | يونسكو                                    | 15 أكتوبر 1962       | 3 أبريل 1981       |
|             | وكالة ضمان الاستثمار متعدد الأطراف        | 4 يونيو 1996         | 27 سبتمبر 2002     |
|             | الأمم المتحدة                             | 8 أكتوبر 1962        | 15 ديسمبر 1976     |
|             | الاتحاد البريدي العالمي                   | ?                    | ?                  |
|             | البنك الدولي للإنشاء والتعمير             | 26 سبتمبر 1963       | 28 يونيو 1974      |
|             | الاتحاد الدولي للاتصالات                  | 3 مايو 1963          | 7 أكتوبر 1988      |
|             | منظمة حظر الأسلحة الكيميائية              | ?                    | ?                  |
|             | مؤسسة التمويل الدولية                     | 23 سبتمبر 1990       | 28 يونيو 1974      |
|             | المركز الدولي لتسوية المنازعات الاستشارية | 22 مارس 1996         | 25 مايو 1978       |
|             | منظمة التجارة العالمية                    | ?                    | ?                  |
|             | منظمة الشرطة الجنائية الدولية             | ?                    | ?                  |

## وصلات خارجية
- موقع وزارة الخارجية الجزائرية